# Asthenolabus sternoleucus
Asthenolabus sternoleucus là một loài tò vò trong họ Ichneumonidae.